# Bernacchi Head
Das Bernacchi Head ist ein schroffes Kliff der Franklin-Insel im antarktischen Rossmeer. Es bildet den südlichen Ausläufer der Insel
Teilnehmer der Southern-Cross-Expedition (1898–1900) unter der Leitung des norwegischen Polarforschers Carsten Egeberg Borchgrevink benannten es im Jahr 1900 zunächst als „Kap Bernacchi“ nach Louis Bernacchi, dem australischen Physiker der Expedition. Das Advisory Committee on Antarctic Names änderte diese Benennung in der Absicht, eine Verwechslung mit dem Kap Bernacchi an der Scott-Küste des ostantarktischen Viktorialands zu vermeiden.